# Эстиссак
Эстисса́к (фр. Estissac) — коммуна во Франции, находится в регионе Шампань — Арденны. Департамент — Об. Административный центр кантона Эстиссак. Округ коммуны — Труа.
Код INSEE коммуны — 10142.
Коммуна расположена приблизительно в 130 км к юго-востоку от Парижа, в 90 км юго-западнее Шалон-ан-Шампани, в 20 км к западу от Труа.

## Население
Население коммуны на 2008 год составляло 1796 человек.
| 1962 | 1968 | 1975 | 1982 | 1990 | 1999 | 2008 |
| ---- | ---- | ---- | ---- | ---- | ---- | ---- |
| 1685 | 1740 | 1761 | 1757 | 1611 | 1724 | 1796 |

## Администрация
| Период | Период | Фамилия      | Партия                    | Примечания |
| ------ | ------ | ------------ | ------------------------- | ---------- |
| 1989   | 2008   | Мишель Лотье |                           |            |
| 2008   |        | Анни Дюшан   | Союз за народное движение |            |

## Экономика
В 2007 году среди 1121 человека в трудоспособном возрасте (15—64 лет) 774 были экономически активными, 347 — неактивными (показатель активности — 69,0 %, в 1999 году было 70,2 %). Из 774 активных работали 680 человек (379 мужчин и 301 женщина), безработных было 94 (36 мужчин и 58 женщин). Среди 347 неактивных 65 человек были учениками или студентами, 138 — пенсионерами, 144 были неактивными по другим причинам.

## Достопримечательности
- Церковь Сен-Лу (XII век). Памятник истории с 1986 года[3]
- Крытый рынок (XVII век). Памятник истории с 1990 года[4]

## Фотогалерея

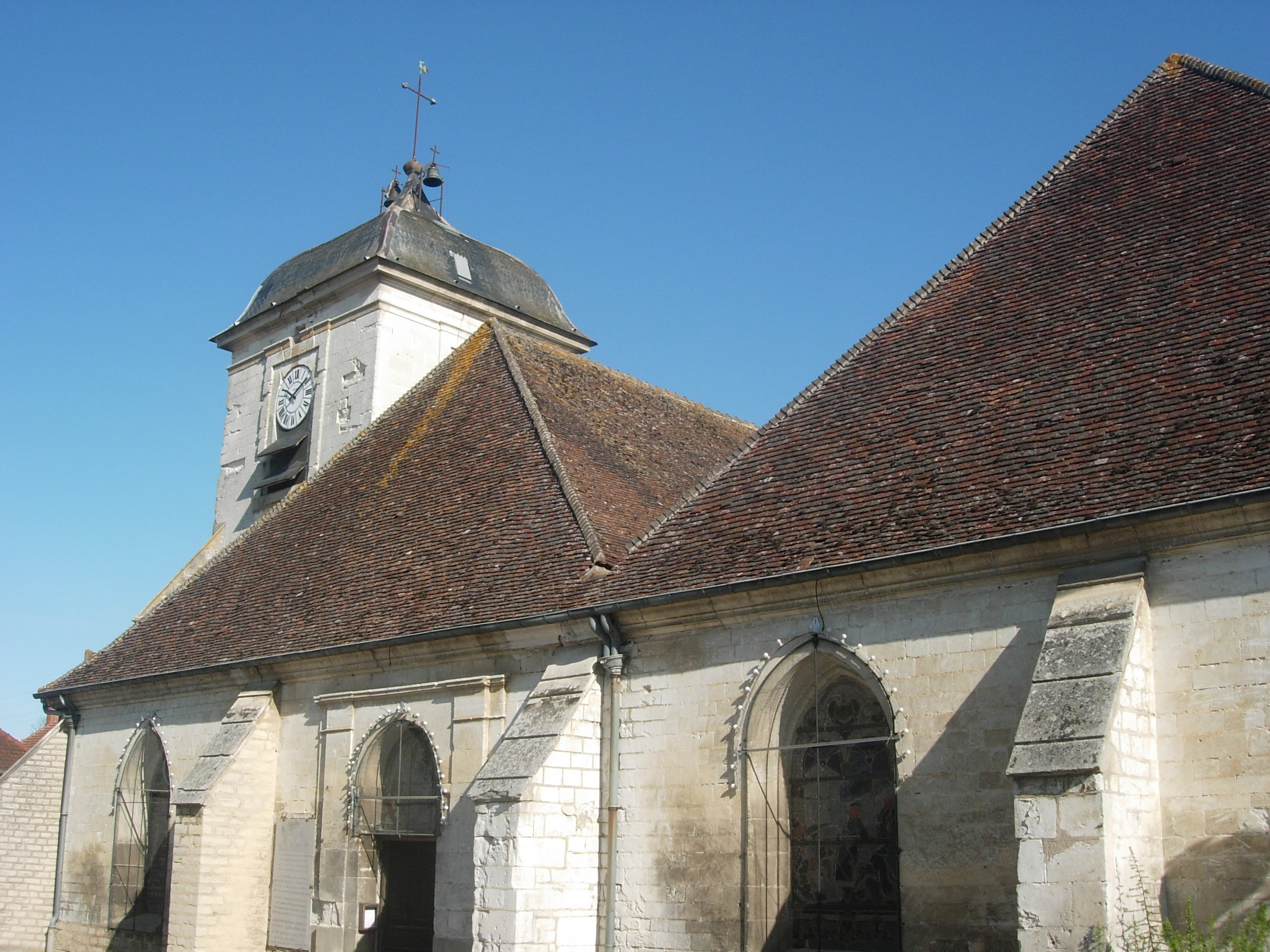
Церковь Сен-Лу
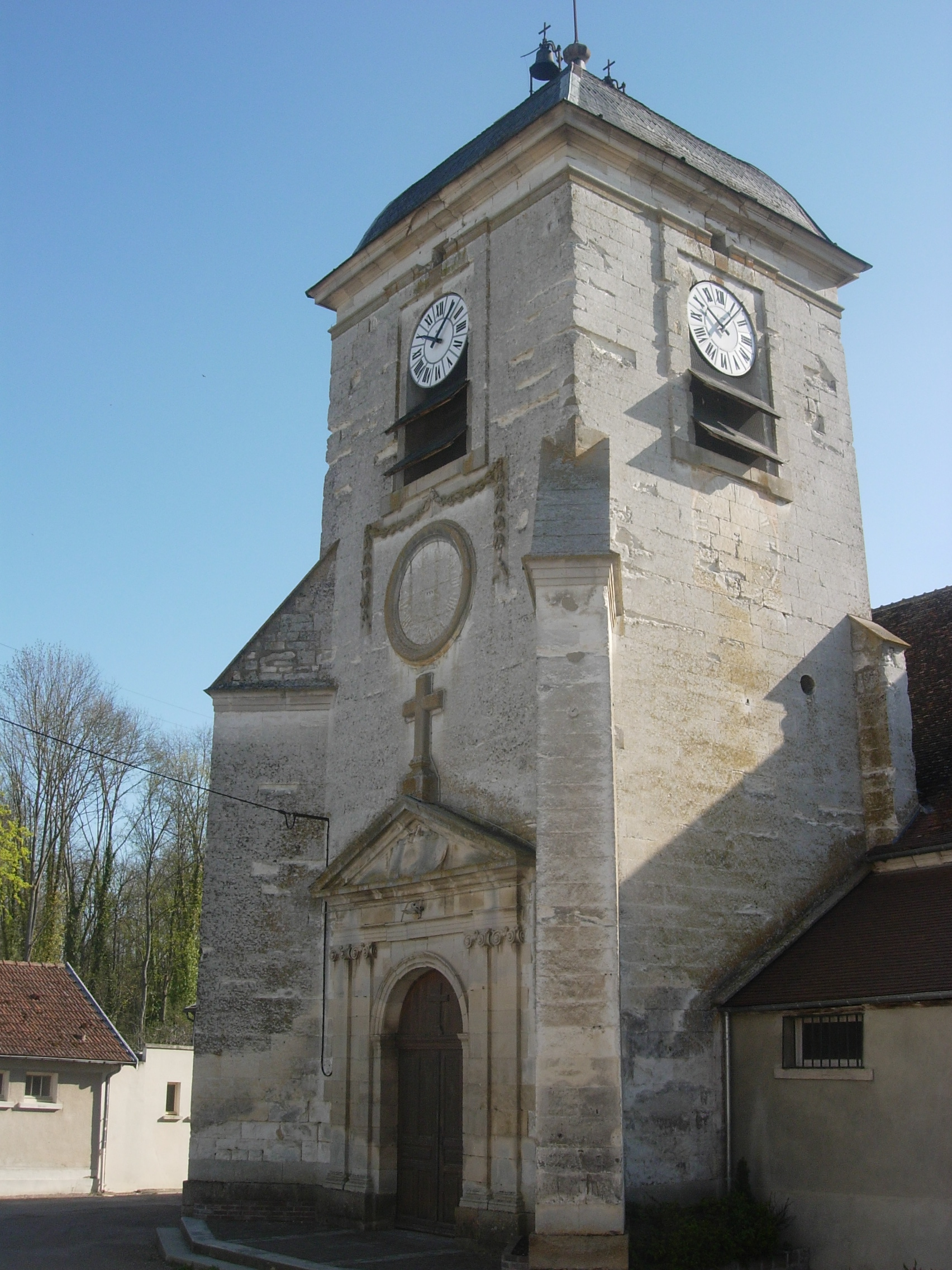
Церковь Сен-Лу
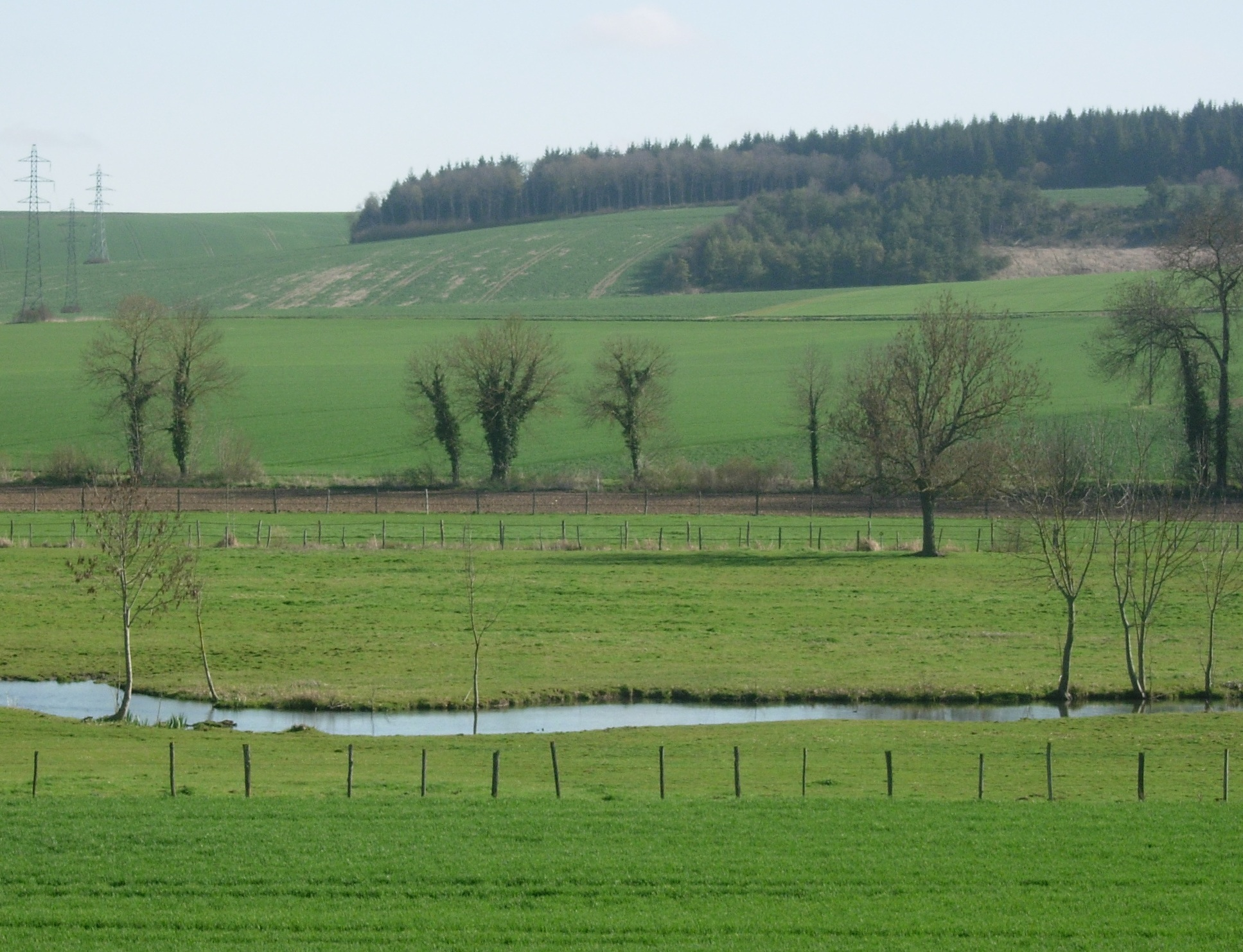
Долина реки Анкр[фр.]
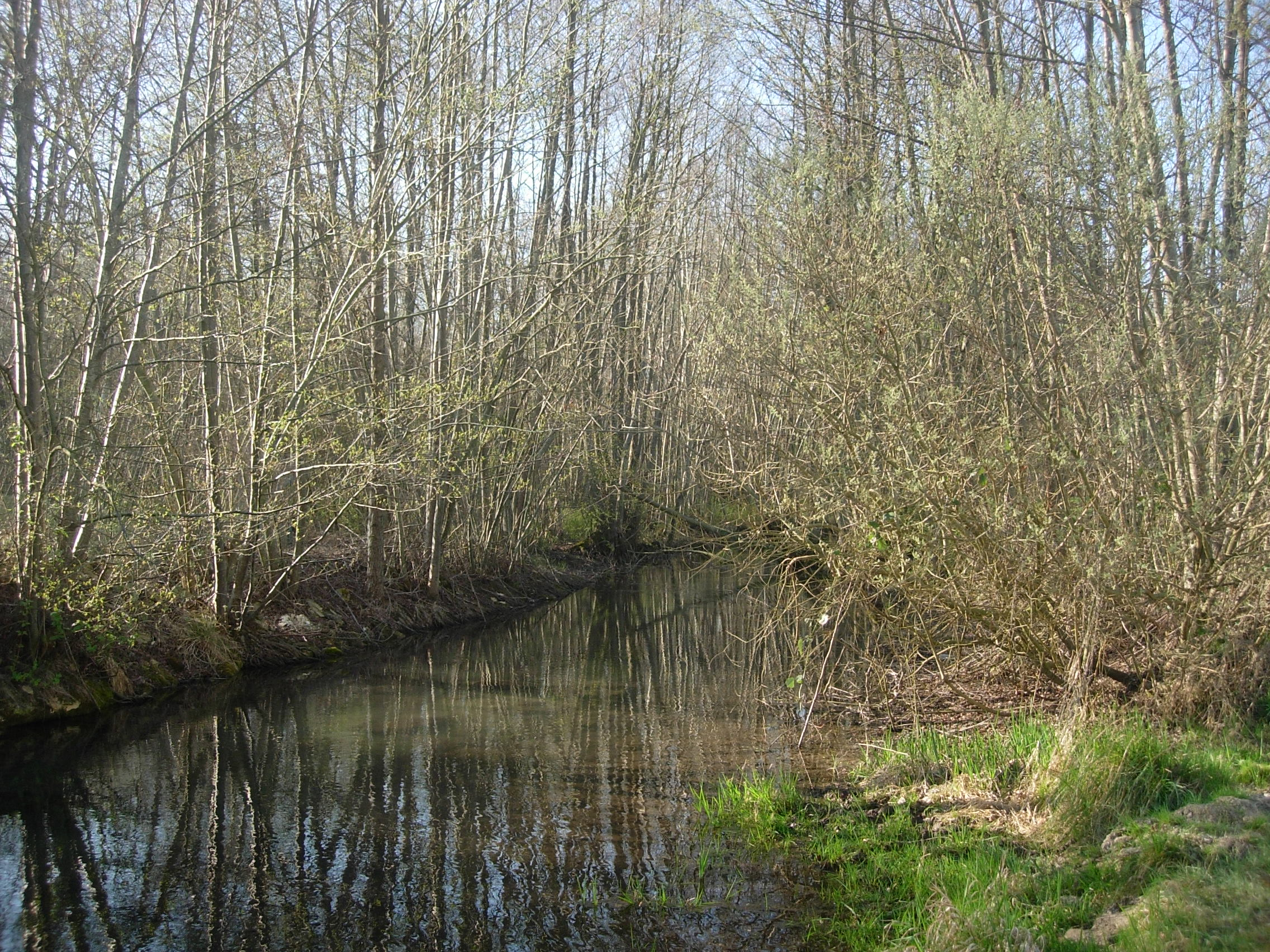
Река Бетро[фр.]